# Unitat Metzada
La Unitat Metzada (en hebreu: יחידת מצדה) és la unitat de rescat d'ostatges i d'operacions especials del Servei de Presons d'Israel, és una de les cinc unitats de rescat d'ostatges que existeixen a l'estat sionista d'Israel. La unitat funciona durant la gestió de successos complexos i motins que tenen lloc als centres penitenciaris de tot el país. La unitat és d'àmbit nacional i està directament subordinada al cap d'operacions del Servei de Presons d'Israel.

## Història de la unitat
La unitat Metzada va ser establerta en 2003 pel comissari del servei de presons, Yaakov Ganot, com a resposta a l'augment en el nivell d'assalts al personal i als intents de segrest d'ostatges realitzats pels presoners durant aquest període. Fins a 2003 no hi havia cap unitat de rescat d'ostatges dins del servei de presons, per la qual cosa en cas de situacions d'emergència era necessari dependre d'altres organitzacions i forces de l'ordre, com la Policia d'Israel i les FDI. Des de 2006 Metzada és també una unitat subordinada a l'Estat Major de les FDI, i és la unitat responsable de dur a terme el rescat d'ostatges en les instal·lacions correccionals de les FDI.

## Organització i estructura
La unitat Metzada és una unitat nacional i està directament subordinada al cap d'operacions del servei penitenciari israelià. Els operadors de la unitat són personal del servei de presons amb experiència en combat durant el seu servei militar dins de les Forces de Defensa d'Israel. Des de 2006 la Unitat Metzada és també una unitat militar subordinada a l'Estat Major de les FDI, i opera en missions de les FDI que estan subjectes a l'aprovació del comissionat del servei de presons. La Unitat Metzada està especialitzada a treballar tant amb armes letals com no letals. Els instructors de la unitat informen i assisteixen sobre el tema als altres membres de les FDI.

## Requisits de reclutament
Els requisits de reclutament són: comptar amb un servei de combat anterior en les FDI (amb un nivell de capacitació òptim), tenir el grau de sergent o oficial, i posseir un alt nivell d'aptitud física. El procés de selecció inclou una sèrie de proves físiques i psicològiques de llarga durada. Al final del procés, només uns pocs candidats continuen el curs de capacitació per ser operadors de la unitat Metzada. El procés té lloc al centre de capacitació de la unitat. Solament l'1 % per cent dels candidats es converteixen en comandos operatius de la unitat Metzada.

## Treball dels membres de la unitat
Després de completar un curs de sis mesos, els membres de la unitat es divideixen en seccions. La unitat està formada per dues seccions principals: assalt i captura. La secció d'assalt s'especialitza en els aspectes relacionats amb qualsevol assalt a la presó, inclosa la presa de les cel·les dins de la presó, o el transport dels presoners en vehicles de transport. La secció de captura s'especialitza en el desplegament d'explosius i l'obertura de portes. En ambdues seccions, els operatius s'especialitzen en les diverses activitats que realitzen els membres de la unitat: el descens per cordes, l'obertura de portes, i l'entrada als edificis, el treball amb la unitat canina, les pràctiques de tir per oferir suport de franctirador als membres de l'equip, l'art de la negociació, etc.

## Treball dut a terme per la unitat
- Unitat de rescat d'ostatges:
  - Rescat d'ostatges en centres penitenciaris del Servei de Presons.
  - Rescat d'ostatges en centres penitenciaris de les Forces de Defensa d'Israel (FDI).
  - Rescat d'ostatges en vehicles de transport de presoners del Servei de Presons.
- Cerca, persecució, i posterior detenció dels presos escapolits:[4]
  - Aquest apartat inclou les detencions de sospitosos dutes a terme a l'Àrea de Judea i Samaria.
- Activitats pròpies del servei de presons: 
  - Assistència a altres unitats de IPS durant batudes en centres penitenciaris.
  - Control de disturbis i repressió de motins en les instal·lacions i edificis de les FDI i a les presons del servei de presons.
  - Recopilació d'intel·ligència bàsica sobre el terreny.
  - Assistència a les FDI i a la Policia d'Israel en les seves activitats operacionals.